# Баков, Иван Васильевич
Иван Васи́льевич Ба́ков (13 августа 1833 — 1 ноября 1891) — русский полковник, герой русско-турецкой войны 1877—1878 годов.

## Биография
Родился в 1833 году. Образование получил в Орловском Бахтина кадетском корпусе и Дворянском полку, из которого выпущен в 1852 году прапорщиком в Житомирский пехотный полк.
В 1854 году Баков принял участие в походе в Придунайские княжества, отличился при осаде Силистрии. С 16 апреля 1855 года находился в рядах защитников Севастополя, где находился до самого последнего дня обороны. За отличие при обороне Севастополя он был произведён в подпоручики и награждён орденом св. Станислава 3-й степени с мечами и бантом.
По окончании Крымской войны Баков продолжал службу в Житомирском полку, в котором с 1859 года командовал стрелковой ротой. В 1865 году штабс-капитан Баков был прикомандирован к Одесскому пехотному юнкерскому училищу в качестве командира роты. В этом училище он состоял в течение девяти лет и за отличное исполнение служебных обязанностей вне правил получил чин майора.
В 1874 году Баков вернулся к строевой службе в Житомирском полку и был назначен командиром батальона. В 1876 году произведён в подполковники.
Командуя 1-м батальоном Житомирского полка Баков в 1877 году принял участие в кампании против турок. За отличие при переправе через Дунай и бой на Систовских высотах он получил чин полковника. Затем он находился на Шипке, где в сражении с 11 по 14 августа заслужил себе золотую саблю с надписью «За храбрость» (награждён 1 декабря 1877 года). 5 сентября Баков был назначен временно-командующим Житомирским полком и утверждён в этой должности 22 декабря.
27 февраля 1878 года полковник Баков был награждён орденом св. Георгия 4-й степени
В воздаяние за отличие в бою с Турками, 28 Декабря 1877 года, при овладении, со стороны горы Св. Николая, неприятельскими траншеями и при штурме мортирной батареи.
По окончании русско-турецкой войны Баков продолжал командовать Житомирским пехотным полком вплоть до самой смерти, последовавшей от чахотки 1 ноября 1891 года в Тирасполе.
М. И. Драгомиров, узнав о смерти Бакова, писал: « Звали тебя в полку Иваном Грозным, но грозен ты был только для лодырей… Под суровым видом прятал ты горячее сердце; и суровость на себя напускал ты, чтобы прятать за нею свою доброту».